# 38-я танковая дивизия (СССР)
38-я танковая дивизия — воинское соединение  Рабоче-крестьянской Красной Армии в Великой Отечественной войне.

## История дивизии
Дивизия формировалась с марта 1941 года в районе Борисова на базе 20-й легкотанковой бригады в составе 20-го механизированного корпуса. На 22 июня 1941 года дислоцировалась в военном городке Ново-Борисове, на правобережье Березины. К началу войны материальной частью была сильно недоукомплектована, так гаубичный полк имел в наличии лишь три орудия, оба танковых полка имели 43 танка Т-26. Личный состав дивизии насчитывал около 3 000 человек.
В составе действующей армии с 22 июня по 1 августа 1941 года.
24 июня 1941 года начала выдвижение в район Логойска, где вступила в бои, в том числе с частями 17-й танковой дивизии. Вскоре дивизия начала отступление в направлении на юго-восток от Минска через Свислочь. К утру 2 июля 1941 года находилась в районе Хидры (несколько северо-восточнее Марьиной Горки). 9 июля 1941 года на участке 20-го механизированного корпуса оборона была прорвана и дивизия в составе корпуса была отведена в тыл.  После доформирования на 12 июля 1941 года в дивизии насчитывалось 3422 человека личного состава, танки и бронемашины отсутствовали.  12 июля 1941 года дивизия была передана в подчинение 61-го стрелкового корпуса и с 17 июля 1941 года приняла участие в контрударе на Оршу. К 20 июля 1941 года была отброшена и на 21 июля 1941 года держала оборону в районе Ладыжино, Черепы, Ничипоровичи (ныне в Фащевском сельсовете Шкловского района). К тому времени дивизия уже находилась в окружении в Могилёвском котле. К 26 июля 1941 года остатки дивизии вместе с другими окружёнными частями сгруппировались в районе Васьковичей и после неудачных попыток прорыва, остатки личного состава разрозненными группами начали движение на восток. Одну из групп, числом около 70 человек, возглавил командир дивизии С.И. Капустин. К концу сентября 1941 года, во время попытки переправы группы (числом уже около 15 человек) через Десну в районе железнодорожного моста Рославль — Брянск, С.И. Капустин попал в плен.
1 августа 1941 года дивизия исключена из списков действующей армии.

## Подчинение
| Дата              | Фронт (округ)  | Армия      | Корпус (группа)              | Примечания |
| ----------------- | -------------- | ---------- | ---------------------------- | ---------- |
| 22 июня 1941 года | Западный фронт | -          | 20-й механизированный корпус | -          |
| 01 июля 1941 года | Западный фронт | 13-я армия | 20-й механизированный корпус | -          |
| 10 июля 1941 года | Западный фронт | 13-я армия | 20-й механизированный корпус | -          |

## Состав
- 75-й танковый полк
- 76-й танковый полк
- 38-й мотострелковый полк
- 38-й гаубичный артиллерийский полк
- 38-й разведывательный батальон
- 38-й отдельный зенитно-артиллерийский дивизион
- 38-й отдельный батальон связи
- 38-й автотранспортный батальон
- 38-й ремонтно-восстановительный батальон
- 38-й понтонный батальон
- 38-й медико-санитарный батальон
- 38-я рота регулирования
- 38-й полевой автохлебозавод
- 71-я полевая почтовая станция
- 376-я полевая касса Госбанка

## Командиры
- Капустин Сергей Иванович, полковник (11.3.1941 — 1.8.1941, в сентябре 1941 попал в плен) [3]